# Roststrupig trögfågel
Roststrupig trögfågel (Hypnelus ruficollis) är en fågel i familjen trögfåglar.

## Utseende och läte
Roststrupig trögfågel är en knubbig fågel med kraftig näbb. Noterbart är beigefärgad strupe, ett svart enkelt bröstband och prydlig ansiktsteckning. Sången består av en serie visslingar eller kluckande ljud. Hane och hona sjunger ofta tillsammans i en ljudlig, kaotisk duett.

## Utbredning och systematik
Roststrupig trögfågel förekommer i Sydamerika i norra Colombia och västra Venezuela. Den delas in i fyra underarter med följande utbredning:
- Hypnelus ruficollis decolor – Guajirahalvön i nordöstra Colombia och nordvästra Venezuela
- Hypnelus ruficollis ruficollis – norra Colombia och nordvästra Venezuela (väster om Maracaibosjön)
- Hypnelus ruficollis striaticollis – kustnära Falcon i nordvästra Venezuela
- Hypnelus ruficollis coloratus – västra Venezuela (söder om Maracaibosjön)

## Levnadssätt
Roststrupig trögfågel hittas i torra och halvtorra skogar. Den ses ofta i par sittande på exponerade grenar, staketstolpar eller telefontrådar. Därifrån gör den utfall för att fånga en rad olika byten.

## Status
Arten har ett stort utbredningsområde och beståndet anses vara stabilt. Internationella naturvårdsunionen IUCN listar den därför som livskraftig (LC).